# Нигерийские письма
«Нигери́йские пи́сьма» (также скам 419 от статьи нигерийского уголовного кодекса, заведомой лжи с мошенническими целями, англ. advance-fee scam, «мошенничество с предоплатой») — распространённый вид мошенничества, типа писем счастья, получивший наибольшее развитие с появлением массовых рассылок по электронной почте (спама). Письма названы так потому, что особое распространение этот вид мошенничества получил в Нигерии, причём ещё до распространения Интернета, когда такие письма распространялись по обычной почте. Однако нигерийские письма приходят и из других африканских стран, а также из городов с большой нигерийской диаспорой (Лондон, Амстердам, Мадрид, Дубай). Рассылка писем началась в середине 1980-х гг.
Как правило, мошенники просят у получателя письма помощи в многомиллионных денежных операциях, обещая солидные проценты с сумм. Если получатель согласится участвовать, у него постепенно выманиваются всё более крупные суммы денег якобы на оформление сделок, уплату сборов, взятки чиновникам, и т. п.
Нигерийские письма — один из самых распространённых видов мошенничества в интернете.

## Описание мошенничества
Сюжеты мошенничества достаточно разнообразны.
Наиболее часто письма отправляются от имени бывшего короля, президента, высокопоставленного чиновника или миллионера с просьбой о помощи в банковских операциях, связанных с переводом денег из Нигерии или другой страны за границу, получением наследства и т. п., якобы облагаемых большим налогом или затруднённых по причине преследований в родной стране.
Другой распространённый вариант — письма, якобы, от работника банка или от чиновника, узнавшего о недавней смерти очень богатого человека «с такой же фамилией», как у получателя письма, с предложением оказать помощь в получении денег с банковского счёта этого человека.
Речь в письмах обычно идёт о суммах в миллионы долларов, и получателю обещается немалый процент с сумм — иногда до 40 %. Мошенничество профессионально организовано: у мошенников есть офисы, работающий факс, собственные сайты, часто мошенники связаны с правительственными организациями, и попытка получателя письма провести самостоятельное расследование не обнаруживает противоречий в легенде.
Если получатель письма отвечает мошенникам, ему посылают несколько документов. При этом используются подлинные печати и бланки крупных фирм и правительственных организаций. Нередко в аферах участвовали реальные правительственные или банковские чиновники Нигерии. Затем у жертвы просят деньги на сборы, постепенно увеличивая суммы сборов для обналичивания, или на взятки должностным лицам, или могут, например, потребовать положить 100 тысяч долларов в нигерийский банк, мотивируя от имени сотрудников банка, что иначе перевод денег запрещён. В некоторых вариантах жертве предлагают поехать полулегально в Нигерию якобы для тайной встречи с высокопоставленным чиновником (без визы), там она похищается или попадает под арест за незаконное прибытие в страну и у неё вымогаются деньги за освобождение. В худших вариантах она бывает даже жестоко убита.
Часто в ходе вымогательства мошенники используют психологическое давление, уверяя, что нигерийская сторона, чтобы заплатить сборы, продала всё своё имущество, заложила дом и т. д.
Разумеется, обещанных денег жертва в любом случае не получает: их просто не существует.
Хотя уже много лет в средствах массовой информации детально объясняется механизм мошенничества, массовость рассылки приводит к тому, что находятся всё новые и новые жертвы, которые отдают мошенникам крупные суммы денег.
Значительную роль в распространении нигерийских писем играли молодые студенты или выпускники нигерийских университетов, не нашедшие надлежащей работы. Позже жанр распространился и на другие страны.
В последнее время полиция многих стран и власти Нигерии стали предпринимать жёсткие меры для расследования и пресечения случаев распространения нигерийских писем, однако рассылки не прекратились.
Сравнительно недавно[когда?] появились и российские аналоги «нигерийских писем», в которых переписка ведётся от лица несуществующего «российского бизнесмена», якобы нуждающегося в помощи адресата в переводе своего огромного состояния из России в другую страну (разумеется, за щедрое вознаграждение).
Также существует вариант мошенничества, в котором мошенники ведут любовную переписку с целью «формирования семьи» и т. д. с жителями развитых государств. Суть мошенничества заключается в выманивании относительно небольших сумм «на билет и визу» для встречи с «любимым» или просто на «покупку веб-камеры». Общение может происходить в том числе по Skype с использованием реальной веб-камеры и мошенник (мошенница) может не скрывать своё лицо, так как суммы зачастую не превышают $ 1000, что часто не является поводом для международных расследований. Кроме того, жертва добровольно переводит сумму и доказательная база факта мошенничества очень слабая. Зафиксированы факты такого мошенничества, осуществляемые студентками из стран бывшего СССР. Такой тип мошенничества сложной организационной структуры не имеет и, как правило, осуществляется независимыми единичными мошенниками.
В нигерийских письмах часто практикуется манипуляция, и мошенники психологически воздействуют на своих жертв. Есть типы нигерийских писем, в которых про адресата не встречается какой-то конкретной информации. Для того, чтобы установить контакт с человеком, отправители писем используют словосочетания «My good friend», «Dear friend», «Dear Lucky Winner». В таких письмах используются простые и составные эпитеты: «любящая пара», «положительный потенциал», «не угодное Богу поведение». Анализ нигерийских писем обнаружил три этапа манипуляции: подготовительный, который включает в себя сбор информации и организацию ситуации, аттракционный, когда создается автобиографическая легенда и перлокутивный — тактика разъяснения.

## Некоторые варианты писем
- Письмо якобы от дочери убитого повстанцами политика, которая находится в лагере беженцев и просит помочь ей оттуда выбраться, для чего требуются деньги.
- Письмо о вакансии за рубежом. Утверждается, что перед выездом надо оплатить разрешение на проживание и работу.
- Жертве посылается письмо якобы от имени адвоката дальнего родственника жертвы. Сообщается, что родственник погиб в авто- или авиакатастрофе, и жертве полагается солидное наследство. Для перевода наследства мошенники требуют сообщить информацию о своём банковском счёте[5].
- Жертве сообщают о выигрыше в лотерею. Якобы проводилась лотерея среди адресов электронной почты и адрес получателя был выбран случайным образом среди миллионов. Иногда в письме фигурируют номера лотерейных билетов и выигрышных чисел — при том, что адресат заявок на участие в каких-либо лотереях не подавал и никаких лотерейных билетов не покупал. Получатель письма должен заплатить, чтобы получить свой выигрыш. Как правило, просят заплатить налог с выигрыша, который по нигерийским законам платится вперёд. При попытке предложить удержать налог из суммы приза жертве отвечают, что выигрыш застрахован и деньги из него изъятию в каких-либо целях не подлежат. Также встречается выигрыш в новогоднюю лотерею, проводимую якобы сайтом MySpace. В этом случае мошенники даже создают сайт, похожий на сайт реально существующего банка (был прецедент создания клона Ulster Bank), где победителю лотереи открывают счет, на который переводится выигрыш (деньги якобы перечислены от имени компании Pepsi), этот счет даже можно увидеть, но чтобы им воспользоваться, его нужно активировать. Для этого просят перечислить около 1500 $ по Western Union на имя физического лица[6].
- Жертве, продающей дорогую вещь (например, с сетевого аукциона), под каким-нибудь предлогом предлагается такая сделка: покупатель посылает чек на сумму, превышающую стоимость вещи, а затем продавец возвращает разницу. В другом варианте сумма на чеке «случайно» больше стоимости товара. Продавец высылает вещь, возвращает разницу в деньгах, а затем чек оказывается поддельным. Большинство банков в случае выявления поддельного чека не выдает деньги и не возвращает чек. На аукционе FarPost используется более простая схема — сообщают о высылке денег и просят послать вещь, деньги же не приходят вовсе[7].
- Жертве предлагают пожертвовать деньги несуществующей церкви или благотворительной организации в Западной Африке. Хотя в этом случае жертве не обещают никакой выгоды, таким мошенничеством занимаются те же люди, которые рассылают нигерийские письма.
- На сайтах знакомств — приходит письмо якобы от африканской девушки (или юноши, в зависимости от пола жертвы), которая представляется наследной принцессой небольшой страны или наследницей большого состояния. Она якобы находится в лагере беженцев в Сомали, так как на её родине был переворот. Девушка предлагает жертве вступить в брак и унаследовать большое состояние — а для этого ей нужны деньги, чтобы вернуться на родину, где политическая обстановка стабилизировалась.
- Жертве предлагается взять приличный кредит под бизнес, не требуя ни залога, ни стартового взноса. Всё, что требуется — лишь оплатить издержки банка на оформление кредита, банковские комиссии, подготовку проектной документации и проверку заявки. Известные факты USD 60 000 или EUR 80 000[прояснить]
- На интернет-аукционах и досках электронных объявлений. Покупатель-мошенник совершает покупку или пишет, что хочет купить товар. Мошенник может предлагать значительно большую цену за товар, чтобы жертва легче согласилась на сделку. Покупатель-мошенник просит от продавца-жертвы сообщить свои банковские реквизиты и даёт свой адрес для отправки посылки с покупкой. Адрес может быть не только в Нигерии, но и в любой другой стране. Далее приходит письмо от подставного «банка», используют любой известный и уважаемый банк, в котором сообщается о том, что деньги от покупателя-мошенника уже на счете жертвы и что осталось только отправить посылку. Продавец-жертва отправляет посылку, мошенник получает её. «Банк» сообщает, что для получения денег надо оплатить таможенные пошлины и прочие выдуманные платежи. Деньги просят переводить с помощью мгновенных переводов Вестерн Юнион и аналогичных[8].

- Мошенник, представляясь овдовевшим моряком, находит жертву среди одиноких женщин, как правило, зрелого возраста. Рассказывает жалобную историю о своей жизни, о том, что все его коллеги женаты, дома их ждут семьи, а он одинок. Затронув таким образом чувства сердобольной женщины, начинает просить деньги, которые необходимы якобы для получения какого-нибудь неожиданно свалившегося огромного наследства или лотерейного выигрыша. Суммы, которые просит мошенник, составляют от 1000 до 5000 USD, но как он уверяет, сумма наследства или выигрыша во много раз больше. Денежные средства предлагается перечислить на счёт, открытый в нигерийском или другом африканском банке. Страна получателя соответствует легенде мошенника, согласно которой его корабль находится в данный момент в африканском порту. Жертве также может быть обещано, что суммы наследства или выигрыша доставят ей лично на хранение, до тех пор, пока «прекрасный принц» не приплывет за ними. В некоторых случаях в общение вступает сообщник мошенника — его вымышленный сын или дочь. Чтобы ничего не сорвалось, жертву настойчиво просят хранить всё в тайне.
- «Официальные письма». Основной смысл этого вида писем состоит в том, что адресату предлагают вести партнерский бизнес, проводить разные виды сделок. Адреса людей мошенники получают из рекламных буклетов или справочников и телефонных книг[4].

## Пример письма
Пример нигерийского письма якобы от имени американской лётчицы из Сирии:
```
   Hello Dear,My name is Katie Higgins, From United States of America. I am a Blue Angels United officer working at US Navy Base camp in Syria, I am interested in you,I will introduce myself better ,write me now at   please write me now i have something important to tell you.Thanks and kisses.Katie Higgins
```

                                                                                                                                                                                                                                                                                                                                                                                                                                                                                                                                                                                                                                                                                                                                                                  Пример нигерийского письма якобы от имени жены бывшего диктатора Заира Мобуту (с сокращениями):
Dear friend,

I am Mrs. Sese-seko widow of late President Mobutu Sese-seko of Zaire, now known as Democratic Republic of Congo (DRC). I am moved to write you this letter. This was in confidence considering my present circumstance and situation. I escaped along with my husband and two of our sons Alfred and Basher out of Democratic Republic of Congo (DRC) to Abidjan, Cote d’ivoire where my family and I settled, while we later moved to settled in Morroco where my husband later died of cancer disease.

I have deposited the sum Eighteen Million United State Dollars (US$18,000,000,00.) With a security company for safe keeping. What I want you to do is to indicate your interest that you can assist us in receiving the
money on our behalf, so that I can introduce you to my son (Alfred) who has the out modalities for the claim of the said funds. I want you to assist in investing this money, but I will not want my identity revealed.
I will also want to acquire real/landed properties and stock in multi-national companies and to engage in other safe and non-speculative investments as advise by your good self.

Yours sincerely,

Mrs. Mariam M. Seseseko.

Предприниматель Артём Тарасов в своей книге «Миллионер» так описывает распространённое начало «нигерийских схем»:

Классическая нигерийская схема такова. Сначала мошенники проводят рутинную работу по поиску клиента. Вы не получали писем от нигерийского королевского дома? Возможно, скоро получите. Ведь по почте и по Интернету такие письма рассылаются сотнями тысяч. В них описываются душещипательные истории о том, как члены королевской семьи, обеспокоенные размещением своих капиталов, ищут честных партнеров, чтобы использовать их счета для перевода денег за границу.

В этой же книге описано, к чему может привести излишнее доверие к авторам «нигерийских писем».
Одним из наиболее захватывающих нигерийских писем с сюжетом, связанным с Россией, можно считать это:

Меня зовут Бакаре Тунде, я брат первого нигерийского космонавта, майора ВВС Нигерии Абака Тунде. Мой брат стал первым африканским космонавтом, который отправился с секретной миссией на советскую станцию «Салют-6» в далеком 1979 году. Позднее он принял участие в полете советского «Союза Т-16З» к секретной советской космической станции «Салют-8Т». В 1990 году, когда СССР пал, он как раз находился на станции. Все русские члены команды сумели вернуться на землю, однако моему брату не хватило в корабле места. С тех пор и до сегодняшнего дня он вынужден находиться на орбите, и лишь редкие грузовые корабли «Прогресс» снабжают его необходимым. Несмотря ни на что, мой брат не теряет присутствия духа, однако жаждет вернуться домой, в родную Нигерию. За те долгие годы, что он провел в космосе, его постепенно накапливающаяся заработная плата составила 15 000 000 американских долларов. В настоящий момент данная сумма хранится в банке в Лагосе. Если нам удастся получить доступ к деньгам, мы сможем оплатить Роскосмосу требуемую сумму и организовать для моего брата рейс на Землю. Запрашиваемая Роскосмосом сумма равняется 3 000 000 американских долларов. Однако для получения суммы нам необходима ваша помощь, поскольку нам, нигерийским госслужащим, запрещены все операции с иностранными счетами.
Вечно ваш, доктор Бакаре Тунде, ведущий специалист по астронавтике.

## Интересные факты
- В 2005 году нигерийским скамерам была присуждена Шнобелевская премия по литературе — за создание целой плеяды колоритных персонажей, которым нужно лишь немного ваших денег, чтобы завладеть богатствами.
- В 2006 году журнал Forbes поставил принца Абакалики Нигерийского на 9-е место в своём списке 15 богатейших вымышленных персонажей, оценив его состояние в 2,8 млрд долларов США[11].
- В 2010 году житель Челябинска Александр сумел обратить мошенническую схему в свою пользу и получил от человека, представившегося адвокатом Хансоном Дугбе, 10 долларов, которые хранит как сувенир[12].
- В 2015 году россиянин сумел обратить мошенническую схему в свою пользу и получил от человека, представившегося девушкой, 600 долларов[13].
- Исследователь из Microsoft предложил гипотезу, объясняющую, почему нигерийские письма обычно выглядят так смехотворно: целесообразно, чтобы на них ответило лишь относительно небольшое число адресатов, те из них, кто обладает минимальным уровнем критического мышления. «Для хакеров затраты на первый этап практически нулевые — на письма отвечают только потенциальные жертвы. Лишь тогда начинается „обработка“ как по электронной почте, так и с помощью телефонной связи»[14].